# Charles Tilmont
Charles Tilmont, né à Ixelles le 9 mars 1811 et mort à Molenbeek-Saint-Jean le 23 décembre 1841, est un peintre, dessinateur et aquarelliste belge connu pour ses peintures d'histoire et ses scènes de genre.
Il obtient une médaille de bronze au Salon de Bruxelles de 1836 et expose au Salon de Paris de 1837.

## Biographie

### Famille
Charles Tilmont, né le 9 mars 1811 à Ixelles, est le fils de Jean Baptiste Tilmont (1774-1853), carrossier du prince d'Orange, et de Catherine Marchand (née à Toul en 1788), couturière. Il épouse le 14 janvier 1835 à Molenbeek-Saint-Jean Sophie Augustine Hanssens (1810-1841). Le couple a cinq enfants.

### Formation
Charles Tilmont est élève de l'atelier du peintre animalier renommé Eugène Verboeckhoven.

### Carrière

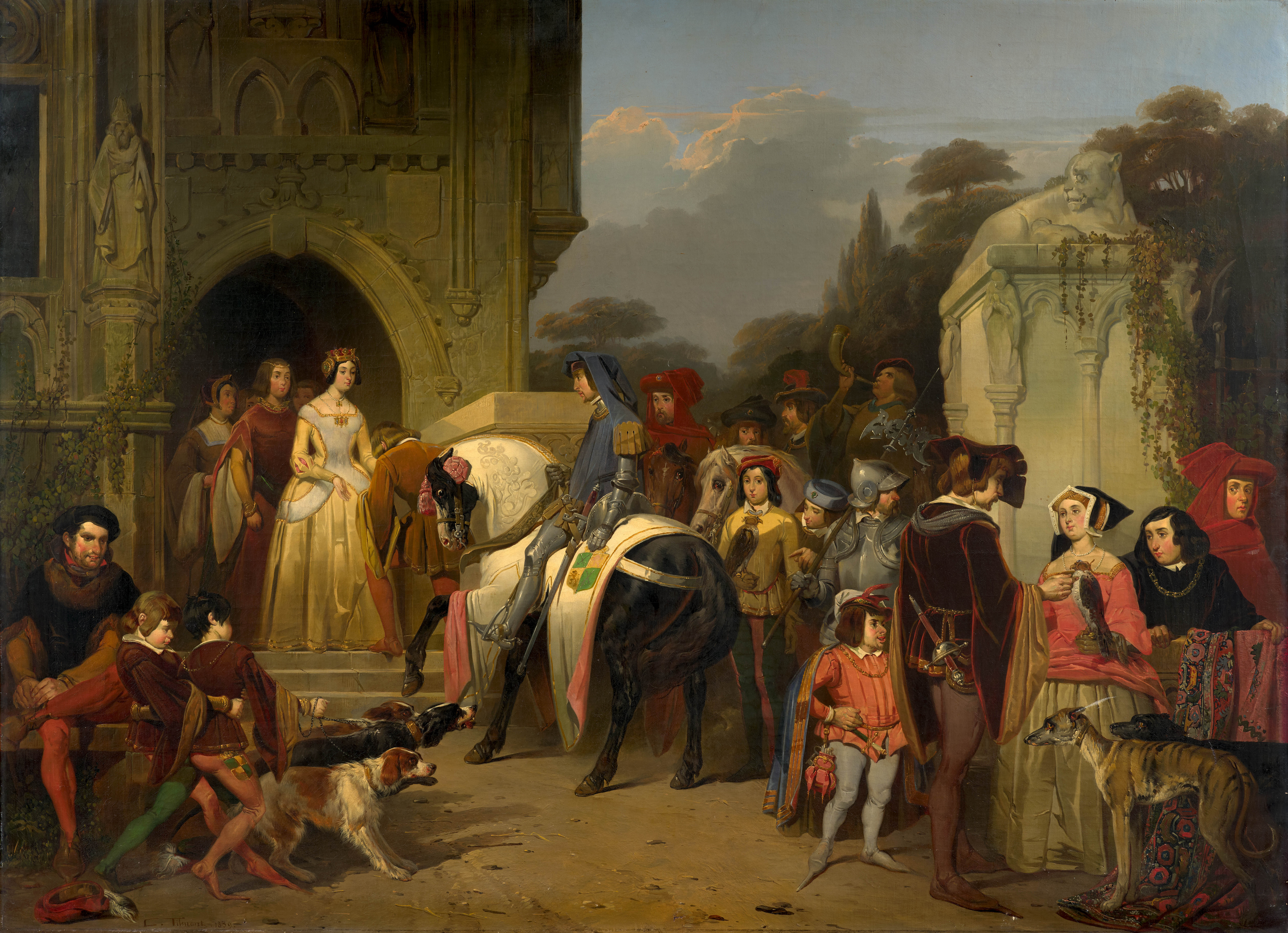
Charles Tilmont, Le Départ de Marie de Bourgogne pour la chasse aux faucons, 1839.

Pour la première fois, Charles Tilmont expose une œuvre au Salon de Bruxelles de 1833. Après son mariage en 1835, il s'installe au Rue du Faubourg-Montmartre à Paris, d'où il envoie quatre tableaux au Salon de Bruxelles de 1836 et obtient une médaille de bronze. Ensuite, il participe au Salon de Paris de 1837,.
En 1838, il s'établit avec sa famille à La Haye, mais la mauvaise santé de son épouse, Sophie Hanssens, le contraint à revenir, dès 1839, s'installer à Molenbeek-Saint-Jean, où sa femme, mère de cinq enfants, meurt le 17 mai 1841.
Sept mois après son veuvage, Charles Tilmont meurt, à l'âge de 30 ans, au domicile de ses parents, chaussée de Laeken no 3 à Molenbeek-Saint-Jean.

## Œuvre

### Caractéristiques

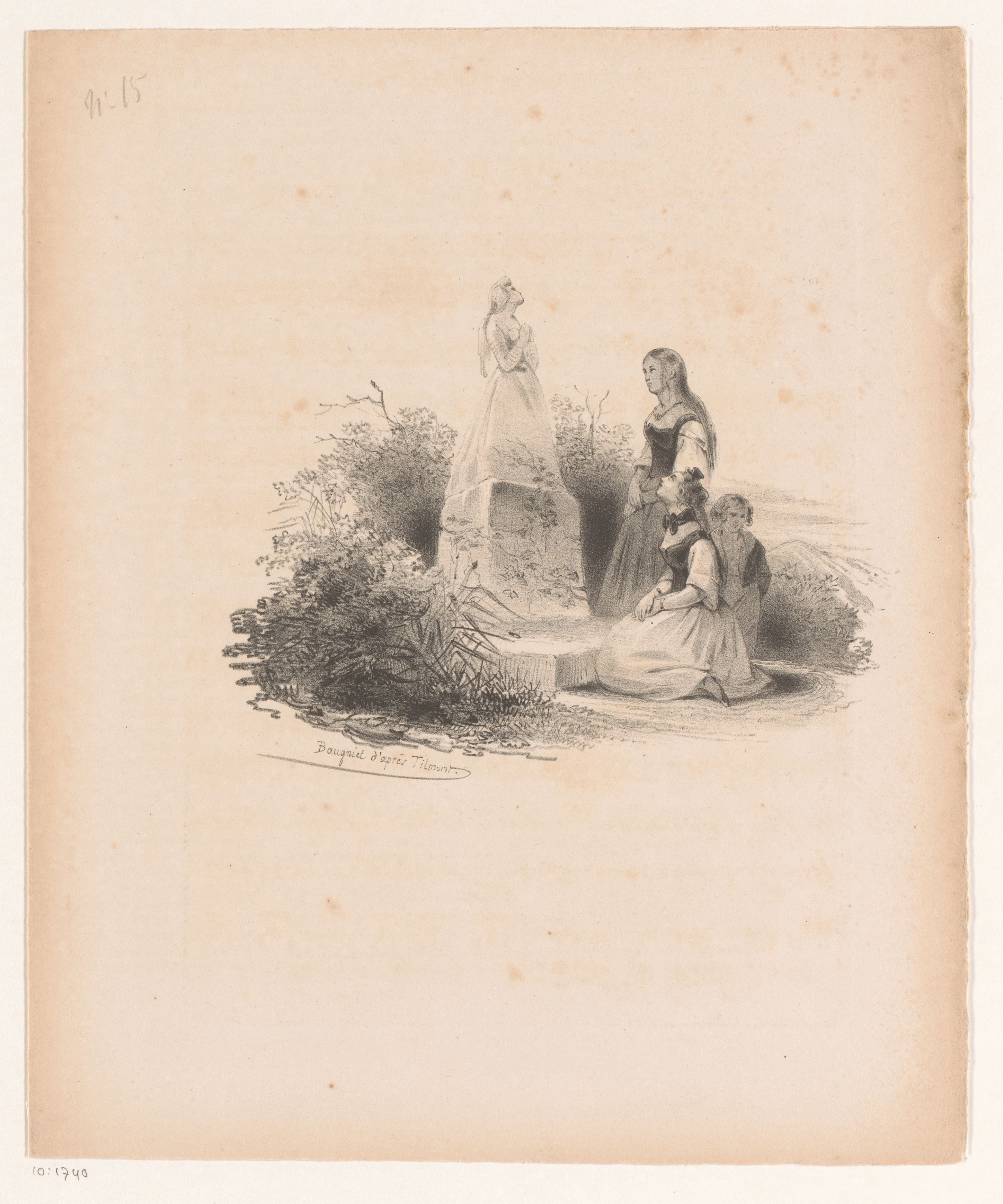
Notre-Dame de Tulède, gravure de Charles Baugniet, d'après un tableau de Charles Tilmont, au Rijksmuseum Amsterdam.

Peintre, Charles Tilmont est également dessinateur et aquarelliste. Son champ pictural, d'une grande énergie de pinceau et d'un sentiment profond de coloris, couvre les peintures d'histoire, particulièrement celles mettant en scène la famille des ducs de Bourgogne : Philippe le Hardi, Jean Sans Peur, Marie de Bourgogne, ou encore Charles Quint, de même que les scènes de genre.

### Expositions

#### Belgique
- Salon de Bruxelles de 1833 : Portrait du curé Picard.
- Salon de Bruxelles de 1836 : 
  - Charles-Quint créé chevalier de la Toison d'or à son baptême à Gand en 1500,
  - Froissart chargé de recueillir des notices historiques auprès de Gaston Phœbus, comte de Foix, lui fait hommage de quatre chiens de chasse,
  - Une plage, marée basse,
  - Philippe le Hardi, au moment de mourir, recommande son fils Jean Sans Peur à ses officiers, à Hal en 1404 (aquarelle) (médaille de bronze pour les trois premières œuvres)[4].
- Salon d'Anvers de 1837 : Une arrestation politique sous le duc d'Albe[5].

#### France
- Salon de Paris de 1837 : Anvers sous le duc d'Albe et Sortie de la messe, l'aumône d'ostentation[6].

### Collections muséales
- Rijksmuseum Amsterdam : Notre-Dame de Tulède, gravure de Charles Baugniet, d'après un tableau de Charles Tilmont, gravure sur papier, inventaire no RP-P-1910-1740, format 28,4 × 23,5 cm[7].